# Manfred Smolka
Manfred Viktor Smolka (* 26. November 1930 in Ratibor, Schlesien; † 12. Juli 1960 in Leipzig) war ein deutscher ehemaliger Oberleutnant der DDR-Grenzpolizei, der 1958 aus dem Dienst entlassen und daraufhin aus der DDR nach Westdeutschland geflüchtet war. Bei dem Versuch, seine Familie nachzuholen, lockte ihn 1959 das Ministerium für Staatssicherheit (MfS) an der innerdeutschen Grenze in einen Hinterhalt, schoss ihn auf westdeutschem Territorium vor den Augen von Frau und Tochter an und verschleppte ihn in die DDR. In einem vom MfS initiierten Schauprozess wurde er 1960 mit Zustimmung des Sekretärs der SED für Sicherheitsfragen Erich Honecker, des Staatssicherheitsministers Erich Mielke und der Justizministerin Hilde Benjamin aus „erzieherischen Gründen“ zum Tode verurteilt und durch das Fallbeil hingerichtet.

## Leben
Manfred Smolka kam 1930 in Ratibor auf die Welt. Sein Vater, ein Handelskaufmann, fiel 1943 im Zweiten Weltkrieg. Mit seiner Mutter und seinen Geschwistern flüchtete er vor der anrückenden Roten Armee aus Oberschlesien nach Hohenleuben in der Sowjetischen Besatzungszone. Dort arbeitete er von 1945 bis 1947 als Gelegenheits- und Landarbeiter.

### Ausbildung
Im Jahr 1948 trat Smolka in die Sozialistische Einheitspartei Deutschlands (SED) ein. Er absolvierte in Greiz eine Grundausbildung bei der Volkspolizei und wurde zur Grenzpolizei versetzt, bei der er 1950 einen Unterführerlehrgang und 1951 einen Lehrgang für Politoffiziere absolvierte. 1955 wurde er stellvertretender Politoffizier seiner Kompanie im thüringischen Titschendorf an der bayerischen Grenze. Ab 1956 besuchte er die Offiziersschule. Anschließend wurde er Oberleutnant bei der Stabskompanie der Grenzpolizeibereitschaft Zschachenmühle. Smolka war ein leidenschaftlicher Jäger. Das Ehepaar Smolka hatte eine Tochter und wohnte in Titschendorf.

### Flucht in den Westen und Entführung durch das MfS
Am 17. Juni 1958, dem fünften Jahrestag des Volksaufstandes gegen die SED-Diktatur, widersetzte sich Smolka mit einem Wutanfall dem Befehl, seine Einheit zur verschärften Grenzsicherung einzusetzen, um seine Landsleute und die Bauern auf ihren Feldern im Grenzgebiet nicht anlasslos zu schikanieren. Daraufhin wurde er sofort zum Feldwebel degradiert und am 31. Oktober wegen „Dienstverletzungen, Unbelehrbarkeit und Nichteignung“ entlassen. Die SED versetzte ihn wegen „parteischädlichem Verhalten“ in den Kandidatenstatus zurück und der Rat des Kreises entzog ihm den Jagdschein.

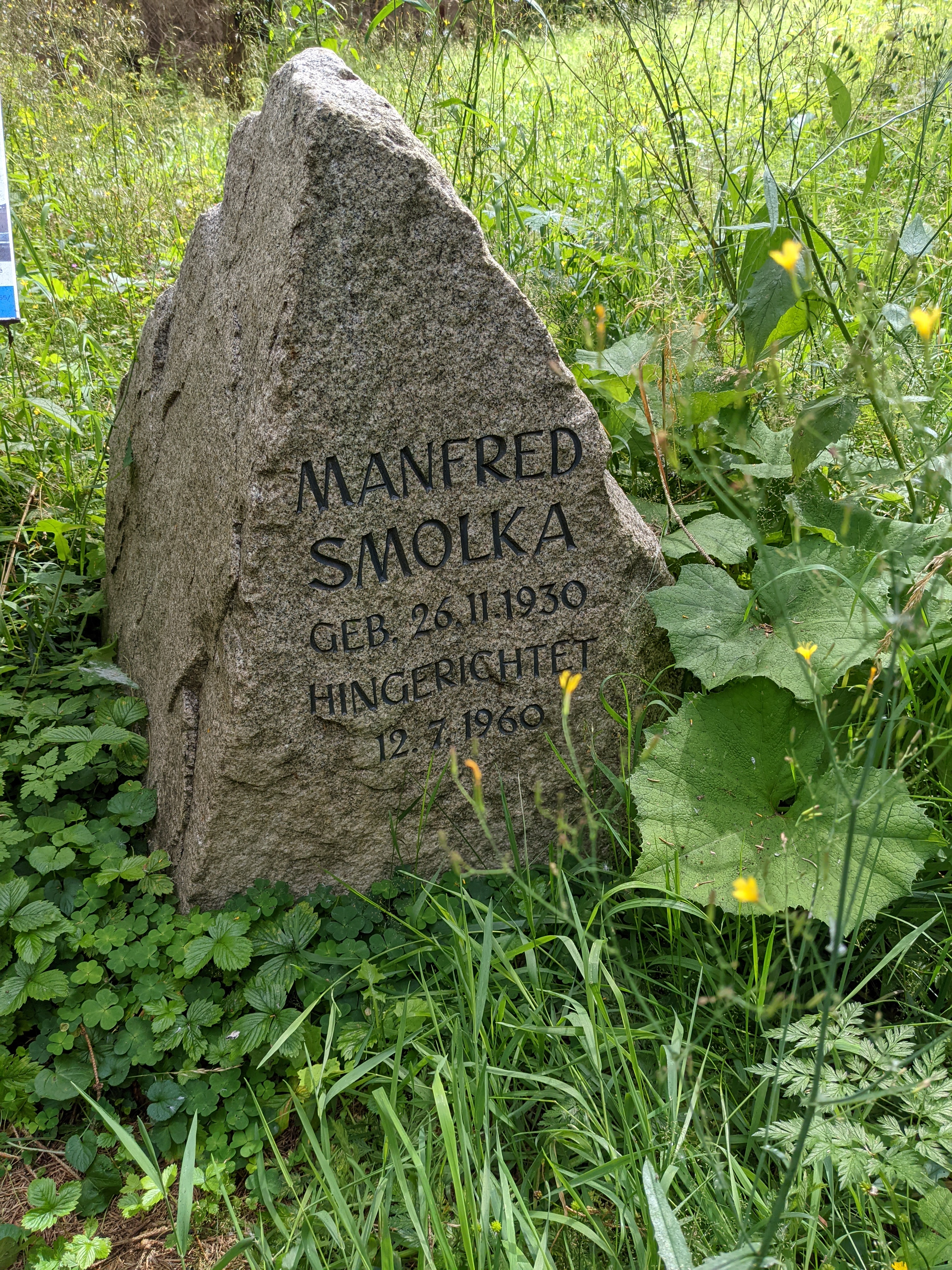
Gedenkstein für Manfred Smolka in der Nähe des Ortes der Verhaftung bei Titschendorf

In der Nacht zum 15. November 1958 flüchtete Smolka über die grüne innerdeutsche Grenze nach Bayern und fand in Peisel bei Gummersbach im Bergischen Land eine Anstellung als Kraftfahrer. Am 22. August 1959 wollte er seine Frau und Tochter mit Unterstützung des vermeintlich befreundeten Grenzpolizisten Fritz Renn in den Westen nachholen. Renn handelte im Auftrag des MfS. Beim Grenzübertritt lauerten Smolka eine in den Büschen versteckte „Festnahmegruppe“ des MfS auf, die ohne Anruf das Feuer auf ihn eröffnete, als er die Falle erkannte. Dann verschleppten sie den auf westlichem Gebiet mit durchschossenem Oberschenkel zusammengebrochenen Smolka über die Grenze in die DDR. Seine Frau Waltraud verhaftete das MfS, während die Tochter zu den Großeltern kam.

### Schauprozess und Todesstrafe
Um ihm den Prozess machen zu können, erpresste das MfS von dem in der Berliner Untersuchungshaftanstalt Magdalenenstraße einsitzenden Smolka das Geständnis, er habe für westliche Geheimdienste spioniert. Oberstleutnant Neumann von der Hauptabteilung IX/6 (zuständig für Ermittlungsverfahren mit politischer Bedeutung) schlug vor, an Smolka ein Exempel zu statuieren und ihn hinzurichten, um andere Angestellte der Grenzpolizei von einer Flucht in den Westen abzuschrecken. Der Empfehlung „Das Verfahren ist geeignet, aus erzieherischen Gründen gegen Smolka die Todesstrafe zu verhängen“ stimmten ZK-Sekretär Honecker und die Minister Mielke und Benjamin zu.
Bei Prozessbeginn widerrief Smolka überraschend sein Geständnis und bestritt in seiner Verteidigungsrede alle gegen ihn erhobenen Vorwürfe. Doch selbst sein Pflichtverteidiger arbeitete mit dem MfS zusammen. Entgegen rechtsstaatlichen Standards und entgegen der Strafprozessordnung der DDR erhielt Smolka ein politisch gewolltes Todesurteil, das vom MfS schon Monate vor der eigentlichen Hauptverhandlung präjudiziert, vom SED-Politbüro beschlossen und vom entsprechend per Boten instruierten hörigen Bezirksgericht Erfurt anschließend offiziell verkündet wurde. Smolkas Mutter war der Zutritt zum Gerichtssaal verweigert worden. Stattdessen saßen 65 Politoffiziere von NVA und Polizei sowie 17 MfS-Offiziere im Saal, die Adressaten der „Erziehungsmaßnahme“.
Smolkas Frau Waltraud verurteilte das Bezirksgericht Erfurt zu einer Haftstrafe von vier Jahren.

### Hinrichtung

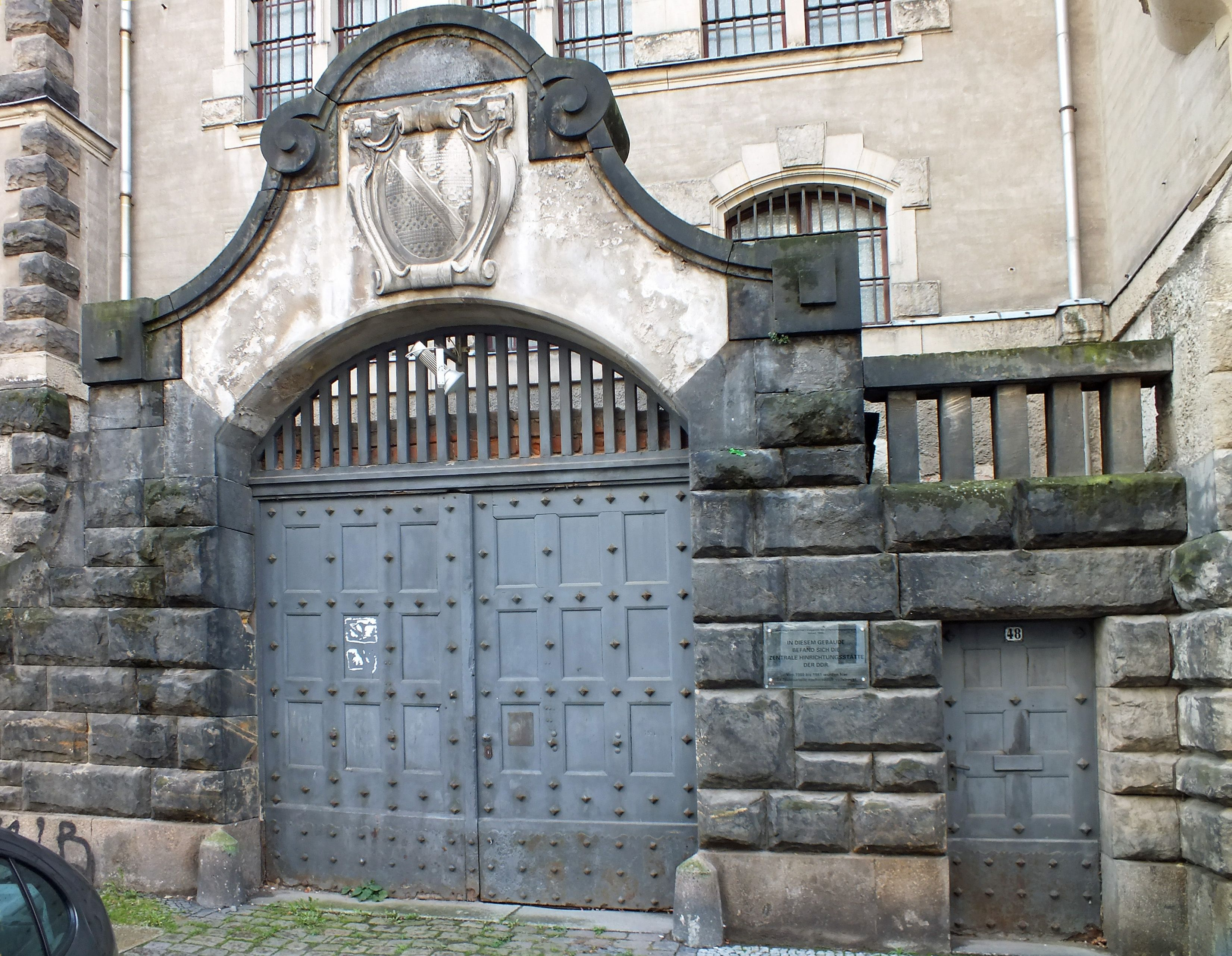
Eingang zur zentralen Hinrichtungsstätte der DDR in Leipzig, Arndtstraße 48

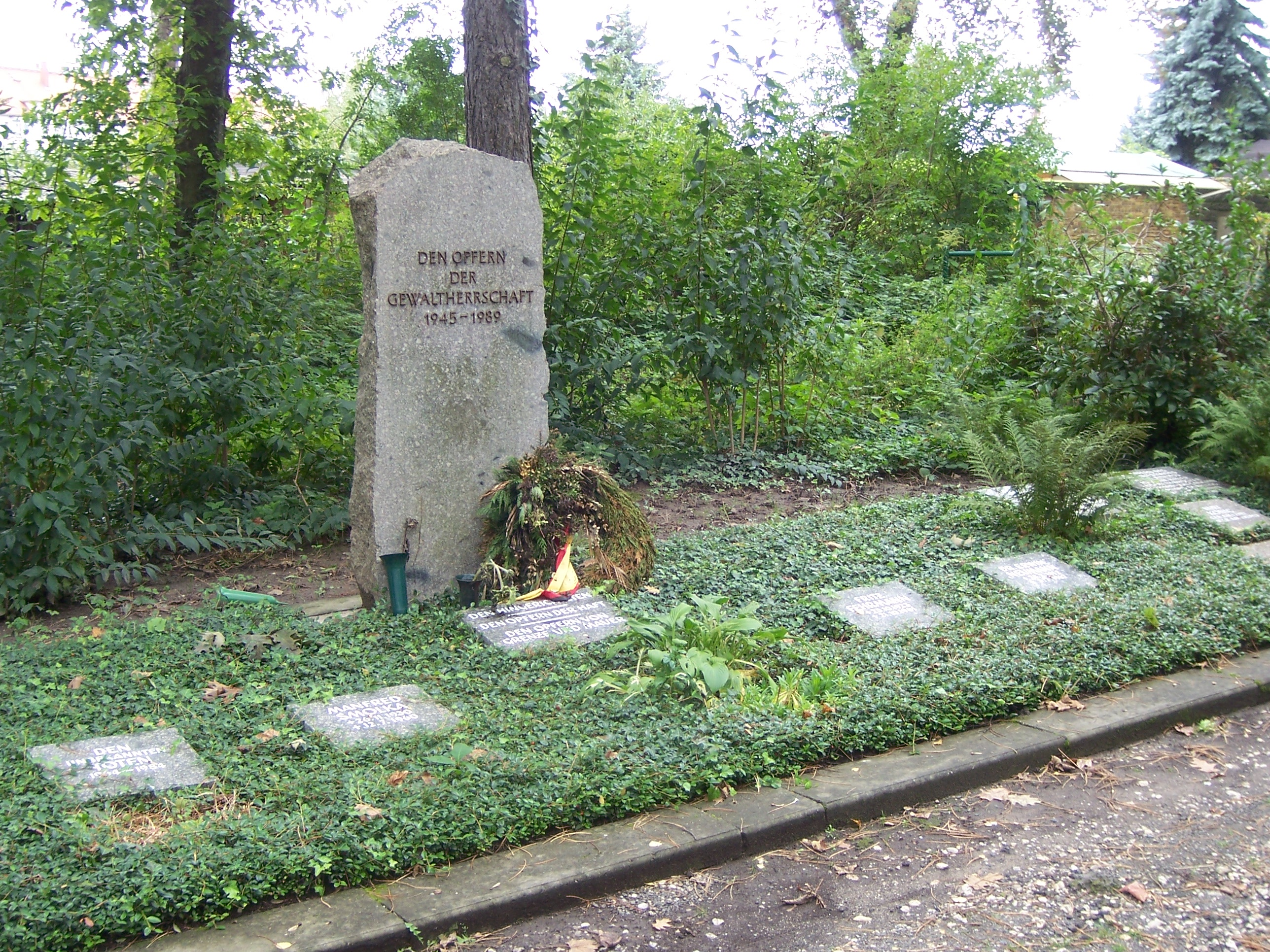
Gedenksteine für die Opfer der Gewaltherrschaft 1945–1989, Leipziger Südfriedhof

Smolkas Berufung vom 6. Mai 1960 scheiterte. Präsident Wilhelm Pieck lehnte das Gnadengesuch seiner Mutter ab.
Smolka wurde am 12. Juli 1960 in der zentralen Hinrichtungsstätte Leipzig durch das Fallbeil hingerichtet. Smolka war zu diesem Zeitpunkt 29 Jahre alt. Seine Witwe wurde während ihrer vierjährigen Haft wegen „versuchter Republikflucht“ im Frauenzuchthaus Hoheneck über die Hinrichtung ihres Mannes nicht informiert.
Mit Befehl 357/60 vom 18. Juli 1960 ließ Stasi-Minister Mielke das politische Todesurteil und seine Vollstreckung in allen MfS-Diensteinheiten verbreiten, „um alle Mitarbeiter des Ministeriums so zu erziehen, daß sie den Verrat hassen und als Tschekisten wirklich an der Überwindung politisch-moralischer Mängel und Schwächen ernsthaft arbeiten“.

### Zehn Mark für den letzten Wunsch
Als Todeskandidat der DDR hatte Smolka einen letzten Wunsch frei, der einen Warenwert von zehn Ost-Mark nicht übersteigen durfte. Anstelle einer Henkersmahlzeit entschied er sich für die Abfassung eines Abschiedsbriefes, in dem er seine Familie um eine Erdbestattung bat. Doch die Stasi unterschlug den Brief, ließ Smolka anonym im Krematorium als „Anatomieleiche“ verbrennen und seine Asche an einen unbekannten Ort verbringen. Im Totenschein vermerkten Helfer der Stasi als Todesursache fälschlich Herzinfarkt. Die Familie Smolka bekam den Abschiedsbrief und die Prozessakten erst nach dem Ende der DDR zu Gesicht.

## Strafanzeige gegen Honecker wegen gemeinschaftlicher Anstiftung zum Totschlag
Am 29. Januar 1990 ging die Familie Smolka mit dem Fall an die Öffentlichkeit, stellte einen Antrag auf Rehabilitierung und Strafanzeige gegen Erich Honecker wegen gemeinschaftlicher Anstiftung zum Totschlag und Rechtsbeugung. Honecker durfte jedoch am 14. Januar 1993, wenige Stunden vor der Rehabilitation des Ehepaars Smolka, deren Urteile gegen sie als Unrechtsurteile aufgehoben wurden, nach Chile ausreisen.

## Gerichtliche Aufarbeitung nach der deutschen Wiedervereinigung
1994 verurteilte das Landgericht Erfurt den mittlerweile 82-jährigen Staatsanwalt aus dem Smolka-Schauprozess, Paul Wieseler, wegen Beihilfe zur Rechtsbeugung und Beihilfe zur vorsätzlichen Tötung zu zehn Monaten Haft auf Bewährung. Beim Prozess traf Wieseler auch auf Ursula Franz, die Tochter von Manfred Smolka, bereute aber sein Verhalten nicht. In der Urteilsbegründung wurde hervorgehoben, dass sich auch Wilhelm Pieck der vorsätzlichen Tötung schuldig gemacht habe. Im Zuge des Prozesses kam heraus, dass Renn, der Smolka im Auftrag der Staatssicherheit in einen Hinterhalt gelockt hatte, von der Stasi 1000 Mark für seine Auskünfte bekommen hatte. Renn erhielt ebenfalls eine Bewährungsstrafe. Die anderen Beteiligten am Smolka-Prozess waren bereits zu DDR-Zeiten verstorben.
Da die MfS- und SED-Akten die lückenlose Rekonstruktion des Hinrichtungsfalls Manfred Smolka erlaubten und sich die SED-Nachfolgepartei Partei des Demokratischen Sozialismus (PDS) in einem offenen Brief an Bundespräsident Richard von Weizsäcker zu ihrer moralischen Verantwortung für das Unrecht in der DDR bekannt hatte, verklagte die Witwe die PDS 1998 auf 200.000 DM Schadensersatz, scheiterte damit jedoch vor dem Berliner Landgericht.
Der politische Mord an Manfred Smolka ist einer von 166 teils politischen Todesurteilen, die in der DDR vollstreckt wurden. Er reiht sich ein in eine Serie von 200.000 bis 250.000 namhaft zu machenden politischen Verurteilungen, z. B. gegen geflohene DDR-Bürger oder Funktionsträger, die festgenommen oder entführt und zum Teil anschließend hingerichtet oder ermordet wurden. Darunter befanden sich unter anderen Bernd Moldenhauer, Wolfgang Welsch oder der Stasi-Offizier Sylvester Murau und Werner Stiller.

## Mediale Aufarbeitung
In dem vom MDR ausgestrahlten und von Axel Bulthaupt moderierten Film Streng geheim: die zentrale Hinrichtungsstätte der DDR zieht sich die Geschichte Smolkas als roter Faden durch den Film.
Die MDR-Sendung Damals nach der DDR (2010) hatte den 1994 geführten Prozess gegen den Staatsanwalt Wieseler aus dem Smolka-Prozess zum Thema, der das Todesurteil für Manfred Smolka gefordert hatte.